# Eremulus lanceocrinus
Eremulus lanceocrinus är en kvalsterart som beskrevs av Balogh 1958. Eremulus lanceocrinus ingår i släktet Eremulus och familjen Eremulidae. Inga underarter finns listade i Catalogue of Life.